# Ghetto di Lubartów
Il ghetto di Lubartów fu istituito nella Polonia occupata dalla Germania nazista durante la seconda guerra mondiale, ufficialmente rimase in funzione dal 1941 fino all'ottobre 1942. Inizialmente vi furono confinati gli ebrei polacchi della città di Lubartów, in seguito arrivarono anche gli ebrei deportati dalle città più vicine e dal resto dell'Europa occupata dai tedeschi, per un totale di 3.500 ebrei nelle sue fasi iniziali, inclusi 2.000 ebrei dalla Slovacchia. Nel maggio 1942 arrivarono altri trasporti dalla Slovacchia con 2.421 ebrei.
Il ghetto di Lubartów fu uno dei tanti ghetti istituiti durante l'Olocausto nella Polonia occupata. Il numero massimo di prigionieri presenti fu di 4.500 persone. Il ghetto fu liquidato quando tutti i prigionieri furono deportati principalmente nel campo di sterminio di Belzec, oltre agli altri luoghi di sterminio segreti delle SS, per essere poi assassinati con il pretesto del "reinsediamento".

## Contesto storico
La prima menzione della comunità ebraica presente a Lubartów risale al 1592. Nel 1676 furono presenti 80 ebrei occupati nella gestione di 15 birrifici, fu istituito anche il tribunale rabbinico di Beth din. Nel XVII e XVIII secolo gli ebrei ricevettero numerosi privilegi dal re Michele Korybut (nel 1678), da Józef Lubomirski (nel 1688) e da Janusz Aleksander Sanguszko (nel 1780 e 1796). A Lubartów furono costruite anche tre sinagoghe e due cimiteri ebraici, uno dei quali non fu più utilizzato già dal XIX secolo. Nel periodo tra le due guerre, secondo il censimento nazionale del 1921, la popolazione ebrea della città rappresentò il 53,6% con 3.269 ebrei.
Al momento dell'invasione della Polonia nel 1939 quel numero era già sceso al 42% a causa dell'emigrazione. L'esercito tedesco entrò in città il 19 settembre. La mattina del 12 ottobre, l'esercito tedesco radunò tutti gli ebrei nella piazza del mercato, consentendo ai militari di saccheggiare e rapinare sia le abitazioni che le attività commerciali degli ebrei per tutto il giorno.

## Deportazione ed esecuzione
La deportazione degli ebrei nelle vicine città di Firlej, Ostrów Lubelski e Kamionka iniziò all'inizio di novembre 1939: a tutti gli ebrei fu detto di andarsene, alcuni rimasero a lavorare per l'esercito tedesco, furono esiliati da Lubartów fino al settembre 1940. Alla fine del 1939 fu istituito lo Judenrat per gli ebrei rimasti. Il primo presidente, Jakub Modko Lichtenfel, fu presto sostituito da Dawid Perec. L'ultimo Judenrat di Lubartów fu composto da cinque membri: Moshe Joel Edelman (Presidente), Shlomo Ber Ciesler (Vice Presidente), Izrael Ratensilber, Menashe Kosman e Jechiel Weinberg. L'area del ghetto intorno ai due mercati di Lubartów esisteva ancora quando gli ebrei rientrarono dal lavoro forzato e fu organizzata una cucina comune per gli ebrei ormai poveri. Ci furono nuove deportazioni nel ghetto di Lubartów: ne sono un esempio il trasporto di 1.000 ebrei da Ciechanów e, nel maggio 1942, di circa 2.421 ebrei slovacchi.
La prima deportazione verso un campo di sterminio avvenne il 9 aprile 1942, l'ultimo giorno della Pasqua ebraica. Il primo giorno, 800 ebrei, che non erano in possesso dei documenti di lavoro, ricevettero l'ordine di recarsi alla stazione ferroviaria, diretti al campo di sterminio di Belzec. L'ultima delle deportazioni in treno verso Belzec avvenne l'11 ottobre 1942, con 3.000 ebrei. Altri deportati furono inviati a Majdanek, mentre altri ancora furono deportati a Treblinka. Gli ebrei trovati nei nascondigli furono fucilati, il numero di ebrei rimasti dopo l'ultima deportazione fu di 300 persone e dopo qualche tempo, furono deportati nel ghetto di Piaski.
I membri dello Judenrat e le loro famiglie furono deportati a Łęczna, poi fucilati nel novembre 1942; gli ebrei al lavoro per la gendarmeria tedesca furono fucilati il 29 gennaio 1943. Dopo le ultime deportazioni, le sinagoghe e i cimiteri furono distrutti: le lapidi furono utilizzate per la pavimentazione di una base della Wehrmacht.
Lubartów fu dichiarata Judenfrei dai nazisti nel febbraio 1943.

### Fuga, salvataggio e resistenza
Solo quaranta ebrei sopravvissero alla liquidazione del ghetto: alcuni furono salvati dai polacchi, altri si nascosero nelle foreste.
Josek Honiksblum e sua moglie Bluma sopravvissero nascosti in casa della famiglia Czekański. Dora Wajnbert con sua sorella Noma e il suo bambino di un anno e mezzo furono salvati da Jan Sienkiewicz. Tra gli ebrei scampati all'omicidio di massa, grazie ai loro vicini cristiani, ci furono Berek Tunkielszwarc, Doba Apfeld, Szloma e Dawid Cyngiel, Izaak Pud, Josek Wajnberg con la figlia Frajdla, Owadia Tołbiasz, Gerszon Kopfe con la moglie Rachela e la figlia Sura Kopfe, così come Chana Goldsztein e sua moglie Bluma. Rimasero tutti a Lubartów, altri sopravvissero nascondendosi con i polacchi nei villaggi che circondano la città, tra cui Berek Tunkielszwarc, Doba Apfeld, Szloma e Dawid Cyngiel, Izaak Pud, Josek Wajnberg con la figlia Frajdla, Owadia Tołbiasz e Chana Goldsztein.
Frank Bleichman, la cui famiglia viveva in un villaggio vicino, fu deportato nel ghetto di Lubartów, evitò il loro destino grazie all'aiuto di Aleksander e Stanisława Głos, nonché di Bolesław Dąbrowski e della sua famiglia, tutti successivamente riconosciuti come Giusti polacchi. Dąbrowski fu giustiziato dai tedeschi per aver aiutato gli ebrei. Bleichman divenne un membro attivo della resistenza ebraica operante nell'area di Lubartów.
Non tutti i tentativi di salvataggio ebbero successo. La famiglia di contadini polacchi di Jan Galat e sua moglie Marianna, che diedro rifugio a due membri della famiglia Rozgold, furono catturati dall'ORPO il 20 novembre 1942 e assassinati sul posto mentre Jan Galat fu portato a Lubartów, poco dopo fu impiccato pubblicamente anche lui per aver aiutato gli ebrei.

### Approfondimenti
- Documenti dell'Archivio di Stato di Lublino e dell'Archivio del Museo statale di Majdanek.
- Les Amis de Lubartow, Hurben Levertow, a cura di Baruch Tshubinski, Parigi, 1947.
- J. Kielbon, Martyrologia ludności Lubartowa w latach okupacji hitlerowskiej, in Lubartow and Ziemia Lubartowska, 1993.
- Z. J. Hirsz, Lata wojny i okupacji 1939–1944, in S. Tworek (a cura di), Lubartów – z dziejow miasta i regionu, Lublin, 1977.
- M. Derecki, Kromka chleba, in Gazeta w Lublinie, 23 aprile 1993.
- Robert Kuwalek e Paweł Sygowski, Z dziejów społeczności żydowskiej w Lubartowie, in Lubartów i Ziemia Lubartowska, vol. 14, 2000.